# Karlsruhe (Remscheid)
Karlsruhe ist eine Hofschaft in Remscheid in Nordrhein-Westfalen (Deutschland).

## Lage und Verkehrsanbindung
Karlsruhe liegt im südöstlichen Remscheid im statistischen Stadtteil Bergisch Born Ost des Stadtbezirks Lennep an der Stadtgrenze zu Hückeswagen an der Bundesstraße 229 östlich von Bergisch Born. Weitere Nachbarorte sind Kaltenborn, Langenbusch, Siepen, Sonnenschein, Ober- und Niederlangenbach auf Remscheider und Dörpe, Braßhagen, Goldenbergshammer und Dörpersteeg auf Hückeswagener Stadtgebiet.

## Geschichte
Der Ort ist auf der Preußischen Uraufnahme von 1844 unbeschriftet eingezeichnet. Im Gemeindelexikon für die Provinz Rheinland werden für 1885 zwei Wohnhäuser mit 20 Einwohnern angegeben. Der Ort gehörte zu dieser Zeit zur Landgemeinde Neuhückeswagen innerhalb des Kreises Lennep. 1895 besitzt der Ort zwei Wohnhäuser mit 18 Einwohnern, 1905 zwei Wohnhäuser und 16 Einwohner. Die beiden Häuser der Hofschaft Karlsruhe (Bornefelder Straße 260 und 261) lagen damals wie heute an der wichtigen Verbindungsstraße zwischen Lennep und Hückeswagen und Haus Nr. 260 war schon Anfang des 19. Jahrhunderts eine Hof- und  Wagenschmiede und zugleich eine Gastwirtschaft für die Fuhrleute, die auf dieser wichtigen Verbindung verkehrten. Vermutlich ergab sich der Name Karlsruhe (ehemals mit „C“ geschrieben) aus der Verbindung des Vornamens des Gastwirtes Carl und dem Wort Ruhe in Anlehnung an Rast(-platz).
Im Zuge der nordrhein-westfälischen Kommunalgebietsreform (§21 Düsseldorf-Gesetz) wurde am 1. Januar 1975 der östliche Bereich um Bergisch Born mit dem Wohnplatz Karlsruhe aus der Stadt Hückeswagen herausgelöst und in die Stadt Remscheid eingegliedert.